# Pierre Tavares
 (janvier 2012).
Pierre Franklin Tavares est un philosophe et homme politique Français né à Dakar, le 19 janvier 1956, de parents originaires de l’archipel du Cap-Vert. 

## Biographie
Pierre Tavares a grandi à Abidjan (Côte d’Ivoire) et Paris, il a fait ses études supérieures à l’Université Paris 1 Panthéon-Sorbonne, où il a obtenu un doctorat de Philosophie, une licence d’Histoire et un Deug de Linguistique.
Au niveau professionnel, après sa thèse de doctorat, il a intégré la SCIC, filiale immobilière du Groupe Caisse des dépôts et consignations, puis a été Directeur Territorial en mairie d’Épinay-sur-Seine (France), puis Directeur général du groupe Propurgo. Pierre Franklin Tavares est homme de lettres, écrivain et conférencier. Il a publié plusieurs ouvrages.
Spécialiste de Hegel, de Hölderlin, de Amilcar Cabral, théoricien de la Sodade, il est un spécialiste de la Banlieue. Intellectuel engagé, il est élu « Divers gauche » sans étiquette (S.E.) au Conseil Municipal de sa ville, Épinay-sur-Seine (Seine Saint-Denis, France).